# Mohamed Ebnoutalib
Mohamed Ebnoutalib es un deportista alemán que compitió en taekwondo. Ganó una medalla de plata en el Campeonato Mundial de Taekwondo de 2003 y una medalla de plata en el Campeonato Europeo de Taekwondo de 2005.

## Palmarés internacional
| Campeonato Mundial | Campeonato Mundial                | Campeonato Mundial | Campeonato Mundial |
| Año                | Lugar                             | Medalla            | Categoría          |
| ------------------ | --------------------------------- | ------------------ | ------------------ |
| 2003               | Garmisch-Partenkirchen (Alemania) | Medalla de plata   | –78 kg             |
| Campeonato Europeo |                                   |                    |                    |
| Año                | Lugar                             | Medalla            | Categoría          |
| 2005               | Riga (Letonia)                    | Medalla de plata   | –78 kg             |